# Doussié

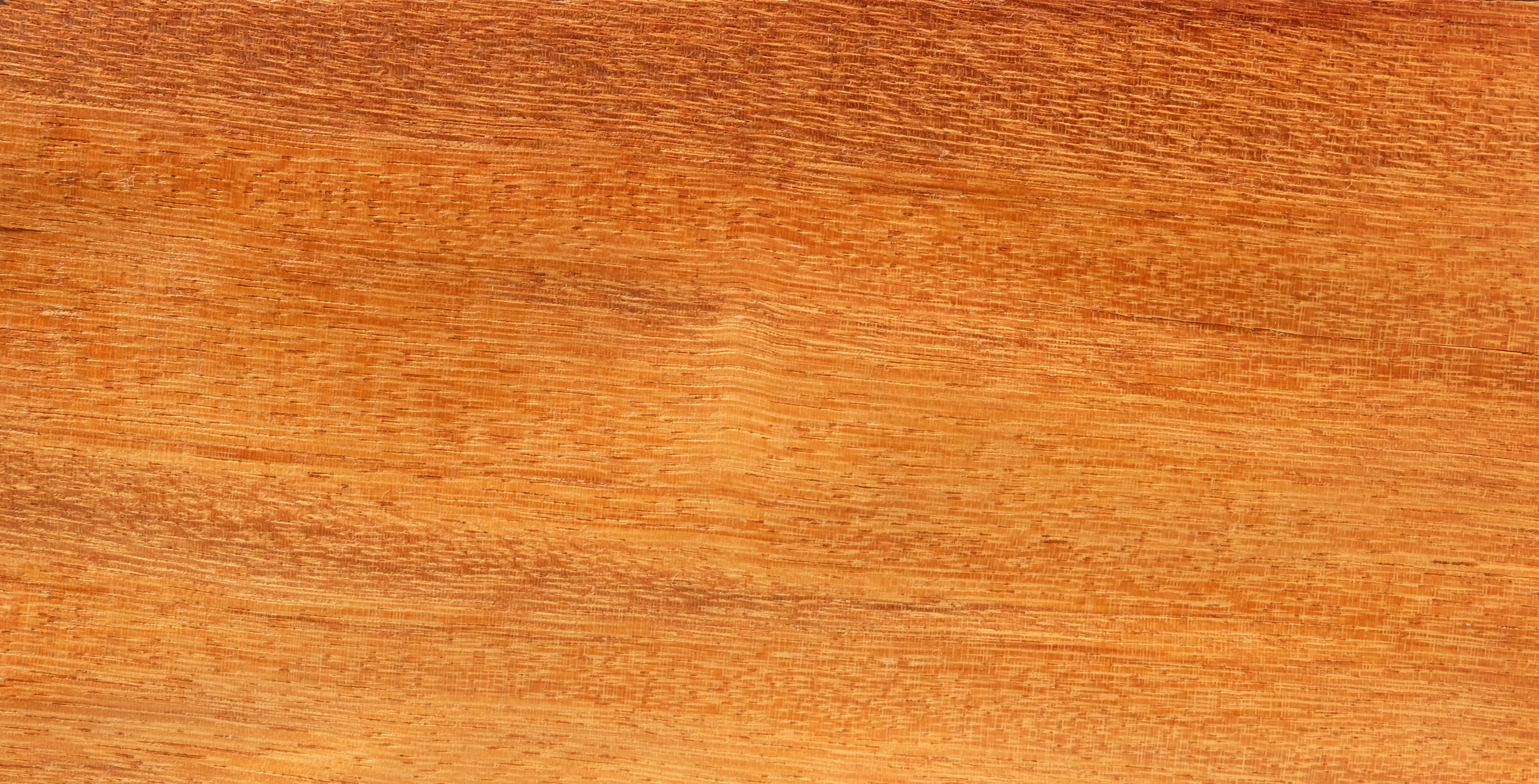
Esempio di essenza di Afzelia africana.

Il Doussié è un legno ampiamente utilizzato per i pavimenti (parquet).
La pianta dalla quale si ricava è della famiglia delle Fabaceae (in genere: Afzelia pachyloba).

## Caratteristiche tecniche
- Provenienza: Ghana, Nigeria, Camerun, Costa d'Avorio
- Colore: Bruno dorato rossastro
- Peso specifico: 800 kg/m3 (medio)
- Durezza
  - scala Brinell:   4,00 kg/cm²
  - scala Janka:   830 kg/cm²
- Ritiro:  basso
- Nervosità:  bassa
- Ossidazione:  alta